# Élencourt
Élencourt ist eine französische Gemeinde mit 49 Einwohnern (Stand 1. Januar 2022) im Département Oise in der Region Hauts-de-France. Die Gemeinde liegt im Arrondissement Beauvais und ist Teil der Communauté de communes de la Picardie Verte und des Kantons Grandvilliers.

## Geographie
Die Gemeinde liegt abseits größerer Straßen zwischen Sarcus und Daméraucourt an der Grenze zur Gemeinde Hescamps (Département Somme) rund sechs Kilometer nordwestlich von Grandvilliers.

## Einwohner
| 1962 | 1968 | 1975 | 1982 | 1990 | 1999 | 2006 | 2011 |
| ---- | ---- | ---- | ---- | ---- | ---- | ---- | ---- |
| 63   | 55   | 36   | 33   | 36   | 45   | 53   | 55   |

## Verwaltung
Bürgermeister (maire) ist seit 2001 Christelle Klaes.